# Rodney Wilkes

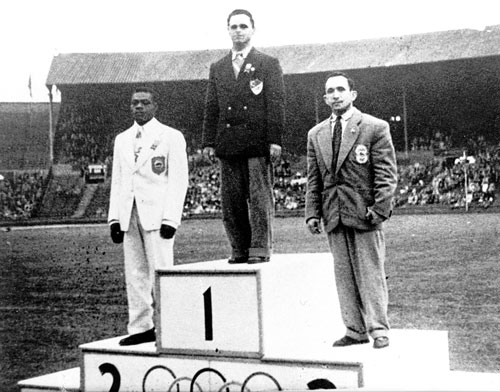
Rodney Wilkes en segundo lugar.

Rodney Adolphus Wilkes (11 de marzo de 1925; San Fernando - 24 de marzo de 2014; San Fernando) fue un levantador de pesas de Trinidad y Tobago. Apodado "El Enano Poderoso" permaneció relativamente desconocido fuera de la competencia local hasta que ganó la medalla de oro en el los Juegos de Centroamérica y del Caribe en Barranquilla, Colombia en 1946. Su actuación incluye el récord de 205 libras (93 kg) en la prensa, 210 libras (95 kg) en el arranque y 275 libras (125 kg) en el envión.
Fue seleccionado para representar a su país en los Juegos Olímpicos de 1948 en Londres, donde compitió en la división de peso pluma. En esos Juegos se convirtió en el primer atleta de Trinidad y Tobago en ganar una medalla olímpica, tomando la plata, detrás de la egupcia Mahmoud Fayad. Wilkes levantó un total combinado de 317,5 kilogramos (700 libras), pero Fayad estableció un nuevo récord olímpico y mundial de 332,5 kilogramos (733 libras).
En 1951 Wilkes ganó la medalla de oro de peso pluma en los primeros Juegos Panamericanos de Buenos Aires. Al año siguiente fue elegido de nuevo para los Juegos Olímpicos de Helsinki. En esta ocasión ganó la medalla de bronce detrás de Rafael Chimishkyan y Nikolai Saksonov, tanto de la Unión Soviética. Después de un breve período de jubilación en 1953 Wilkes regresó a la competencia y ganó el oro en los Juegos del Imperio Británico y de la Commonwealth 1954 en Vancouver; cuatro años más tarde ganó el bronce en los Juegos en Cardiff.
Su aparición final olímpica de Wilkes llegó en los Juegos de Melbourne 1956. Terminó en cuarta posición con una elevación combinada de 330 kilogramos (730 libras), perdiendo una medalla por un lugar y 5 kg. Continuó compitiendo hasta 1960, pero se retiró para siempre cuando no pudo hacer el equipo de las Indias Occidentales para los Juegos Olímpicos de Roma. Después de su retiro se convirtió en electricista en su ciudad natal de San Fernando, Trinidad y Tobago. Wilkes murió de cáncer de próstata en un hospital de San Fernando en 2014, a los 89 años.